# Csávás Andrea
Csávás Andrea (Budapest, 1966. december 23. –) magyar kosárlabdázó. Unokahúga Csávás László és Csávás István többszörös magyar bajnok síugróknak.

## Pályafutása
Nevelőegyesülete a Budapesti Spartacus. 1981-től 1990-ig volt a Szpari különféle korosztályos csapatainak meghatározó játékosa.
További csapatai: Kecskemét, Tungsram, Soproni VSE-GYSEV, a Soproni VSE Raabersped, Wels, Samorin, DKSK
1993-ban első, 1985-ben negyededik, 1987-ben és 1989-ben hatodik a magyar bajnokságban. 1989-ben csapatával MNK-győztes.
1989 és 1997 között kilencvennyolszor volt magyar válogatott. 1991-ben Tel-Avivban Európai-bajnoki bronzérmes. 1993-ban Perugiában, szintén a kontinens tornán nyolcadik helyezett.
1994-ben és 2000-ben az Év kosárlabdázója.